# Fort Hancock (New Jersey)
Pour l’article homonyme, voir Fort Hancock.
Le fort Hancock est un ancien fort de l'armée américaine à Sandy Hook dans le Middletown Township, au New Jersey.
Destinée à l'artillerie côtière de défense de la côte atlantique et de l'entrée du port de New York, ses premières batteries sont opérationnelles en 1896. Entre 1874 et 1919, le Sandy Hook Proving Ground (en) adjacent est utilisé conjointement avec le fort Hancock par l'armée. Le fort fait maintenant partie du parc commémoratif du fort Hancock.
La structure a été précédée par un fort construit de 1857 à 1867 et démoli à partir de 1885.
Le phare de Sandy Hook, construit en 1764, et le plus ancien phare fonctionnel des États-Unis. Il est situé sur les terres du fort Hancock.